# La Cuesta (Costa Rica)
La Cuesta es un distrito del cantón de Corredores, en la provincia de Puntarenas, de Costa Rica.

## Historia
La Cuesta fue creado el 19 de octubre de 1973 por medio de Ley 5373. Segregado de canton Golfito.

## Geografía
La Cuesta cuenta con un área de 37,08 km² y una altitud media de 38 m s. n. m.

## Demografía
Para el año 2022, La Cuesta cuenta con una población estimada de 5122 habitantes, y para el último censo efectuado, en 2011, La Cuesta contaba con una población de 3906 habitantes.

## Localidades
- Poblados: Canoas Abajo (parte), Control, Cuervito, Chorro.

## Transporte

### Carreteras
Al distrito lo atraviesan las siguientes rutas nacionales de carretera:
- Ruta nacional 238
- Ruta nacional 614